# فارت-فاينينغن
فارت-فاينينغن (بالألمانية: Warth-Weiningen) هي إحدى بلديات مقاطعة فراونفيلد في كانتون تورغاو في سويسرا. تبلغ مساحتها 8.2 كيلومتر مربع، ويقدر عدد سكانها بـ 1242 نسمة (حسب تعداد ديسمبر 2015).